# Zazárida (capitale paroissiale de Zamora)
Pour les articles homonymes, voir Zazarida.
Zazárida est la capitale de la paroisse civile de Zazárida de la municipalité de Zamora de l'État de Falcón au Venezuela.